# Dove Cameron
Dove Olivia Cameron, född Chloe Celeste Hosterman den 15 januari 1996 på Bainbridge Island i Kitsap County, Washington, är en amerikansk skådespelare och sångare. Cameron har bland annat spelat huvudrollen i Disney Channel-serien Liv och Maddie och har även medverkat i Cloud 9 i rollen som Kayla Morgan. Hon har även medverkat i Disneys Descendants och spelade där rollen som Mal, Maleficents dotter.
Dove Cameron föddes i Seattle, Washington, som Chloe Celeste Hosterman. Hon är dotter till Philip Alan Hosterman och Bonnie Wallace. Hennes far dog år 2011 när hon var 15 år gammal. Hon ändrade sitt namn till Dove för att hedra sin far som gav henne smeknamnet.

## Filmografi

### Film
- Cloud 9
- Barely Lethal
- Descendants
- R.L. Stine's Monsterville: Cabinet of Souls
- Descendants 2
- Dumplin'
- Descendants 3
- The Angry Birds Movie 2
- Under the Sea: A Descendants Short Story
- Audrey's Royal Return: A Descendants Short Story
- Wicked Woods: A Descendants Halloween Story
- Isaac
- Field Notes on Love

### TV
- Shameless
- The Mentalist
- Malibu Country
- Liv and Maddie
- Austin & Ally
- Descendants: Wicked World
- Hairspray Live!
- Ultimate Spider-Man vs. the Sinister 6
- Project Runway
- The Lodge
- Agents of S.H.I.E.L.D.
- Soy Luna
- Marvel Rising: Initiation
- Angie Tribeca
- Celebrity Family Feud
- Marvel Rising specials
- The Disney Family Singalong
- Descendants: The Royal Wedding
- Schmigadoon!
- Powerpuff

## Diskografi
- Dove Cameron Diskografi
- The Girl and the Dreamcatcher